# انتباذ الكلية
انتباذ الكلية (بالإنجليزية: Renal ectopia)‏ أَو الكلية المنتبذة (بالإنجليزية: ectopic kidney)‏، هي حالة تَتواجد فيها الكلية في موقع غير موقعها المُعتاد، وَتحدُث بِسبب فشل الكلية في الصعود من منطقة الحَوض الحَقيقي (المنطقة التي تتكون فيها) أَو صعود الكِلية إلى منطقة أعلى من موقعها (أي صعودها إلى منطقة الصَدر. تحدث هذه الحالة تقريباً في 1 لكل 900 شخص.